# Курнявка, Андрей Петрович
Андре́й Петро́вич Курня́вка (род. 4 мая 1968, Фрунзе) — советский и киргизский боксёр, выступал за сборную СССР в 1980-х — начале 1990-х годов. Призёр Всесоюзных юношеских игр (1985). Финалист первенства СССР (1986). Победитель Первенства Европы среди юниоров (1986). Чемпион СССР (1989). Призёр Чемпионата Европы (1989). Чемпион мира (1989). Победитель игр Доброй воли (1990). Победитель Спартакиады народов СССР (1991). Обладатель кубка СССР. Серебряный призёр чемпионата мира (1991). Неоднократный победитель матчевых встреч СССР-США (1987—1991). Неоднократный победитель международных турниров. Заслуженный мастер спорта СССР. Вице-президент Федерации бокса Москвы.

## Биография
Андрей Курнявка родился 4 мая 1968 года в городе Фрунзе, Киргизская ССР.
В детстве по наставлению старшего брата активно занимался плаванием, был кандидатом в мастера спорта, до звания мастера спорта Курнявке не хватило нескольких десятых секунды и его отчислили из спортинтерната.
В возрасте 14 лет выбрал бокс. Тренировался под руководством заслуженного тренера СССР Михаила Гашломы, в 1983 году участвовал во Всесоюзных играх «Трудовые резервы», а в 1985 году добился бронзовой медали на Всесоюзных юношеских играх. С этого момента спортсмен получил известность и вошёл в состав юношеской сборной СССР. В 1986 году одержал победу на юниорском первенстве страны и завоевал золотую медаль на чемпионате Европы среди юниоров. Начиная с 1987 года находился в составе взрослой сборной Советского Союза, выступал во второй средней весовой категории (до 75 кг).
В 1989 году Андрей Курнявка удостоился бронзовой медали на чемпионате Европы в Афинах, и триумфально победил на чемпионате мира в Москве. За выдающиеся достижения удостоен званий «Заслуженный мастер спорта СССР» и «Выдающийся боксёр». В 1990 году Андрей Курнявка победил на Играх Доброй воли в американском Сиэтле, в следующем сезоне выиграл Спартакиаду народов СССР 1991 и завоевал серебряную медаль на чемпионате мира в австралийском Сиднее 1991, где выступал уже в полутяжёлом весе (до 81 кг).
Будучи одним из лидеров сборной, Курнявка должен был представлять страну на летних Олимпийских играх 1992 года в Барселоне. Однако из-за распада Советского Союза в команде произошли существенные изменения. Курнявка был первым номером сборной в полутяжелом весе (81 кг) и не было никаких объективных причин, для его не попадания на Олимпийские игры. Но главный тренер сборной Константин Николаевич Копцев принимает решение не брать Андрея Курнявку на Олимпийские игры. Вместо него он заявил украинца Ростислава Зауличного, который всё время проигрывал Курнявке, в том числе и на Спартакиаде народов СССР 1991 года. Зауличный выступил на Олимпийских играх и стал серебряным призёром. Фактически, главный тренер Константин Копцев своим решением отнял у Андрея Курнявки возможность стать олимпийским чемпионом.
В итоге, 24-летний боксёр принял решение завершить боксёрскую карьеру, вернулся в родной Фрунзе, и занялся предпринимательской деятельностью.
В 1996 году Андрею Курнявке неожиданно предлагают поехать от команды Кыргызстана на Олимпиаду в Атланту в тяжёлой весовой категории (91 кг). К этому времени Курнявка уже 4 года не занимался боксом. На подготовку времени уже не оставалось, однако Андрей принимает решение — выступать на Олимпиаде. В дополнение к нехватке времени на подготовку ему не повезло с жеребьёвкой. В первом бою он вышел против легендарного кубинца Феликса Савона. В первом раунде Курнявка выглядел лучше своего соперника, но во втором и третьем он уступил Савону.
С 2002 года переехал на постоянное место жительства в Россию.
Андрей Курнявка более не является вице-президентом Федерации бокса Москвы.
Работает в Московском городском физкультурно-спортивном объединении Москомпорта в должности главного специалиста учебно-методического отдела по единоборствам, присутствует на всех соревнованиях Москвы и является рефери профессиональных боёв.
Андрей Петрович Курнявка считается выдающимся боксёром Советского Союза и России.
За 5 лет в основной сборной СССР Курнявка провёл зрелищные поединки на самых престижных турнирах, и запомнился болельщикам своим ярко выраженным атакующим стилем.
Из 350 поединков на ринге, 150 боёв выиграл нокаутом. Примечательно, что с открытым атакующим стилем боя, который подразумевает рисковый обмен ударами, он за всю свою карьеру не получил ни одной серьёзной травмы.
Курнявка является ярким примером для молодого поколения боксёров. Олимпийский чемпион Алексей Тищенко в детстве был фанатом Андрея Курнявка, начинал заниматься боксом под впечатлением от его выступлений. Интерконтинентальный чемпион по версии WBC средневес Аслан Кодзоев называет Андрея Курнявку кумиром своего детства.
В 2007 году спортсмену был посвящён документальный фильм «Чёрно-белый квадрат. Андрей Курнявка».

## Карьера

### Бой с Анхелем Эспиносой(1989)
30 сентября 1989 года произошло яркое событие в истории бокса, практически позабытое к настоящему времени. В этот день на Московском чемпионате мира среди любителей, в весовой категории 75 кг, в финале турнира Андрей Курнявка наголову разбил знаменитого кубинца Анхеля Эспиносу. До того момента представитель Кубы не проигрывал в течение 5 лет — явление очень редкое в любительском боксе. Андрей Курнявка, тогда ещё совсем неизвестный советский боксёр, провёл финальный поединок на самом высоком уровне. Эспиноса был ярко выраженным нокаутёром, бил, «как обухом по голове» — многих хороших боксёров положил такими ударами.
Главный тренер сборной СССР Константин Копцев рассказывал: «…В этом бою „нашла коса на камень“. Кубинец любил ходить в атаку с открытым забралом, лоб в лоб, мощно бил с места, особо не утруждая себя работой на ногах, а такие соперники Андрею были только на руку: он сам предпочитал такой стиль бокса и поэтому сумел навязать сопернику свой бой. В этой рубке Курнявка оказался злее и мощнее. Эспиноса явно не ожидал такой „обратки“».
К моменту московского чемпионата мира Эспиноса забыл, когда последний раз проигрывал, и Андрея Курнявку все поспешили заранее похоронить. Даже свои. Никто не думал, что он способен побить кубинца. В этой связи перед самым боем в раздевалке произошёл очень интересный инцидент. Когда Курнявка надел перчатки и начал работать со своим тренером на лапах к ним подошёл тренер из Казахстана Валерий Никулин, личный тренер супертяжеловеса Александра Мирошниченко и спрашивает: «Зачем ты разминаешься?» Курнявка опешил: «Как? Ведь сейчас же мой бой!». «Да ладно тебе, — говорит Никулин, — тебе и второго места хватит. Эспиноса тебя убьет!». Пока Андрей переваривал эти слова, не понимая, как на них реагировать, М. Ф. Гашлома (его тренер) развернулся и «лапой» нанес резкий удар в голову Никулина. Началась заваруха, которую, впрочем, общими усилиями быстро погасили, растянув тренеров по углам… Этот случай, по словам Андрея Курнявки, ещё раз убедил его в том, что в него, никто не верит, но в то же время он «подзарядил» и подстегнул его на победу.
Итоговый счет говорит о неоспоримом превосходстве Курнявки — 28:12.

### Бой с Джереми Уильямсом(1990)
В 1990 году Курнявка в составе сборной, первым номером, в весовой категории 81 кг участвовал в играх Доброй воли в Сиетле, США.

На игры доброй воли вызываются сильнейшие боксёры, и они приравниваются к олимпийским.

В полуфинале Андрей Курнявка встретился с американцем Джереми Уильямсом.
Как считал Курнявка, это был один из его самых тяжёлых боёв за всю карьеру. Бой представлял собой непрерывный размен ударами, что вызвало резкую критику советских комментаторов, но очень понравилось присутствовавшей в зале американской публике и спортивным обозревателям, которые отметили, что Курнявка боксирует как профессионал.
За 59 секунд до конца третьего раунда Джереми пропускает правый через руку и уходит в тяжёлый нокаут.

### Бой с Терри МакГрумом(1990)
Финал игр Доброй воли Андрей Курнявка выигрывает у Терри Макгрума и становится победителем игр Доброй воли.
Андрей Курнявка  — Терри Макгрум  3:0

### Бой с Джоном Руисом(1991)
В Сиднее Курнявка в четвертьфинале победил американца Джона Руиса, ставшего впоследствии чемпионом мира среди профессионалов в супертяжелом весе, победив 3 марта 2001 года Эвандера Холифилда.
И того самого, после победы над которым Николай Валуев стал в 2005 году чемпионом мира среди профессионалов по версии Всемирной боксёрской ассоциации (WBA).
Андрей Курнявка  — Джон Руис  20:14.

### Бой с Робертом Дейлом Брауном(1991)
С полуфинале в Сиднее побеждает канадского боксёра Роберта Дейла Брауна.
Андрей Курнявка  — Роберт Дейл Браун  24:12.

### Бой с Торстеном Маем(1991)
В финале Андрей Курнявка становится серебряным призёром чемпионата мира, проиграв немецкому боксёру Торстену Маю из-за сомнительного решения судей.
Торстен Май  — Андрей Курнявка  27:14.

### Эвандер Холифилд приглашает в свою команду(1991)
Эвандер Холифилд, восхищённый боксёрским талантом Курнявки, тянул его в профессионалы.
В 1991 году, в присутствии личного тренера и главного тренера сборной, Курнявка получает приглашение от Эвандера Холифилда, в то время абсолютного чемпиона мира, обладателя чемпионских поясов по версиям WBC, WBA и IBF, поработать в его команде. Но Константин Копцев и Михаил Гашлома в один голос отговаривают его от этого, в связи с предстоящими Олимпийскими играми в Барселоне.
Впоследствии, Курнявка, сожалел о том, что не принял предложение Холифилда.

### Бой с Феликсом Савоном(1996)
Когда впервые в истории команда олимпийцев суверенной Кыргызской Республики отправилась в Атланту на Летние Олимпийские игры 1996, в её состав был приглашён и Андрей Курнявка.
Многие не без оснований полагали, что Курнявка вернется домой с олимпийской наградой. Возможно, так бы и было, если бы фаворитов в каждом весе «разводили», как это принято сейчас. Но тогда такого обычая не было, а слепой жребий свёл Андрея в первом же бою с Феликсом Савоном.
В то время Курнявка в основном занимался политической, общественной и предпринимательской деятельностью. Значительно потяжелевший, перебравшийся в весовую категорию тяжеловесов, четыре года не тренировавшийся, и будучи меньше Феликса, он дал ему достойный бой.
Первый раунд Савон проиграл и было видно, что он панически боится Курнявки и осторожничает, видимо помня о разгроме, который тот устроил Эспионозе. Но затем матёрый кубинец, конечно, увидел: кыргызстанец явно не в своей привычной, оптимальной, боевой форме. Феликс Савон, используя длину рук, с дальней дистанции стал «расстреливать» соперника точными резкими ударами и в итоге добился победы во втором и третьем раундах.
Феликс Савон  — Андрей Курнявка  9:3

## Тренеры
- Михаил Фёдорович Гашлома

## Антропометрические данные
- Рост — 185 см
- Выступал в весовых категориях[6]:

| Вес (кг) | Название категории | Английское название категории |
| -------- | ------------------ | ----------------------------- |
| 81 — 91  | Тяжёлый вес        | Heavyweight                   |
| 75 — 81  | Полутяжёлый вес    | Light heavyweight             |
| 69 — 75  | Средний вес        | Middleweight                  |

## Личная жизнь
Первый раз женился в 1989 году. От первого брака имеет двух дочерей: Алёну и Алину, живущих сейчас в Германии.
Вторая жена Нина. Дети от второго брака:
- Александра
- Андрей[7]
- Тимофей (род. 2016 г.)

## Фильмография
| Год  |   | Русское название     | Оригинальное название       | Роль            |
| ---- | - | -------------------- | --------------------------- | --------------- |
| 2007 | ф | документальный фильм | «Чёрно-белый квадрат»       | Андрей Курнявка |
| 2008 | ф | документальный фильм | Открытое сердце. Выпуск №1. | Андрей Курнявка |